# Уингфилд, Ричард, 4-й виконт Пауэрскорт
Ричард Уингфилд, 4-й виконт Пауэрскорт (англ. Richard Wingfield, 4th Viscount Powerscourt; 29 октября 1762 — 19 июля 1809) — ирландский дворянин и землевладелец.

## Биография
Ричард Уингфилд родился 29 октября 1762 года. Старший сын Ричарда Уингфилда, 3-го виконта Пауэрскорта (1730—1788), и леди Амелии Стратфорд (? — 1831)? дочери Джона Стратфорда, 1-го графа Олдборо.
Главный шериф графства Уиклоу в 1784 году.
8 августа 1788 года после смерти своего отца Ричард Уингфилд унаследовал титулы 4-го виконта Пауэрскорта из Пауэрскорта в графстве Уиклоу (Пэрство Ирландии) и 4-го барона Уингфилда из Уингфилда в графстве Уэксфорд (Пэрство Ирландии), став членом Ирландской палаты лордов. Кроме титулов, он унаследовал поместье Пауэрскорт и обширные земли в графстве Уиклоу.
Будучи 4-м виконтом, Ричард продал семейный таунхаус в Дублине, Пауэрскорт-хаус, правительству, которое стало офисом Комиссии по гербовому сбору после Акта об унии 1801 года.
В 1800 году Ричард Уингфилд был одним из четырех ирландских пэров, выступивших против Акта об унии, который предусматривал объединение Королевства Ирландии и Королевства Великобритании.

## Личная жизнь
Ричард Уингфилд был женат дважды. 30 июня 1789 года он женился первым браком на леди Кэтрин Мид (7 октября 1770 — 17 февраля 1793), дочери Джона Мида, 1-го графа Клануильяма, и Теодосии Мэгилл. Дети от первого брака:
- Ричард Уингфилд, 5-й виконт Пауэрскорт (11 сентября 1790 — 9 августа 1823)[1], старший сын и преемник отца.
- Достопочтенный Джон Уингфилд (4 сентября 1791 — 18 мая 1811), погиб в Пиренейских войнах[1]
- Преподобный Эдвард Уингфилд (20 ноября 1792 — 6 сентября 1825)[1], в 1819 году он женился на Луизе Джоан Джоселин, от брака с которой у него было трое детей.

9 февраля 1796 года он женился на Изабелле Браунлоу (? — 5 апреля 1848), дочери достопочтенного Уильяма Браунлоу и Кэтрин Холл. Дети от второго брака:
- Достопочтенная Кэтрин Уингфилд (? — 1835)[1], в 1833 году она вышла замуж за преподобного Артура Ньюкомба, от которого у неё бал одна дочь
- Достопочтенная Эмили Уингфилд (? — 20 июня 1837)[1], в 1827 году она вышла замуж за преподобного Фредерика Бенджамина Твислтона-Уайкхема=Файнса, 10-го барона Сэя и Сила, от брака с которым у неё было семеро детей.
- Преподобный Уильям Уингфилд (21 мая 1799 — 13 марта 1880)[1], в 1830 году он женился на Элизабет Келли, от брака с которой у него было трое детей.

Ричард Уингфилд, 4-й виконт Пауэрскорт, скончался 19 июля 1809 года в Пауэрскорте, графство Уиклоу, Ирландия. Ему наследовал его старший сын от первого брака, Ричард.